# هارييت فورتين بورفيس
هارييت فورتين بورفيس (بالإنجليزية: Harriet Forten Purvis)‏ (1810 - 11 يونيو 1875)، أمريكية من أصل إفريقي، مُناصرة لإبطال العبودية ولمنح النساء حقهن في التصويت. شكّلت مع والدتها وأخواتها جمعية فيلادلفيا النسائية لمكافحة العبودية. استضافت أحداثًا مناهضة للعبودية في منزلها مع زوجها روبرت بورفيس الذي كان يدير محطة للسكك الحديدية تحت الأرض. أسس روبرت وهارييت أيضًا معهد غيلبرت ليسيوم. حاربت ضد الفصل العنصري ومن أجل حق السود في التصويت بعد الحرب الأهلية.

## حياتها الشخصية

### حياتها المبكرة
هارييت ديفي فورتين، وُلدت في فيلادلفيا عام 1810، وهي واحدة من ثمانية أطفال لوالديها جيمس فورتين وشارلوت فاندين فورتين. كان جيمس فورتين رجل أعمال ثريًا. تعد عائلة فورتين، أكثر العائلات السود شهرةً في المدينة، وعُرفت بلطفها وحسن ضيافتها. كان والدها واحدًا من أعظم 100 رجل أمريكي من أصل إفريقي، وفقًا للبروفيسور موليفي كيتي أسانتي في 2002.
ساعد جيمس وشارلوت في تأسيس وتمويل ست منظمات داعية لإبطال العبودية. استقر العديد من المشاركين في إلغاء عقوبة الإعدام الذين زاروا فيلادلفيا في بيت فورتين. أسست شارلوت وابنتيها مع الناشطة لوكريشا موت، أول منظمة لإلغاء العبودية المزدوجة في الدولة، وهي جمعية فيلادلفيا النسائية لمكافحة العبودية.
أنشأ والدها مدرسة خاصة مع غريس دوغلاس. التحقت هارييت وأشقاؤها بالمدرسة، تعلّموا اللغات الأجنبية والموسيقى من قبل معلمين خاصين. كان لديها أختان أصغر سنًا وهما سارة ومارغريتا، وُلدتا في 1814 و1815، وأخت تدعى ماري إيزابيلا، وأربع إخوة هم: جيمس وويليام ديز وروبرت بريدجز وتوماس.

### الاهتمامات
قرأت هارييت مجموعة واسعة من كتب الأدب، بما في ذلك الروايات والأعمال الدينية والنقد والأدب المناهض للعبودية ووليم شكسبير. انخرطت في النقاشات واستمتعت بالقراءة. بحثت عن أشخاص لديهم اهتمامات مماثلة في الموسيقى والفن والأدب. كانت هارييت عضوًا في جمعية الأدب الأنثوي للسود، وجمعية إدغورث الأدبية.

### الزواج والأطفال
تزوجت في منزل عائلتها في 13 سبتمبر عام 1831 من أمريكي إفريقي ذي بشرة فاتحة، اسمه روبرت بورفيس من ولاية كارولينا الجنوبية. كان روبرت رجلًا ثريًا مثل والدها. ثرثر بعض الناس حول الاختلاف في لون بشرتهم. عُرف بورفيس بإلغائه لعقوبة الإعدام ومناهضته للعبودية، وكان منفتحًا جدًا على تاريخ عائلته. عمل الزوجان معًا على مصالحهما المشتركة ونشاطهما في الإصلاح.
وظفت العائلة خادمات في المنزل، وهذا ما أعطى لهارييت الوقت الكافي للعمل بنشاط على القضايا المهمة بالنسبة لها. كان لمنزل وأراضي هارييت الأنيقة على الطراز الإنجليزي تأثير مريح على الزوار. اعتُبر المكان المفضل للأعضاء الناشطين، مثل: ويليام لويد جاريسون وجورج بنسون وجورج طومسون.
تزوجت سارة أخت هارييت من شقيق روبرت، جوزيف بورفيس، كتبت العديد من المقالات والقصائد تحت أسماء مستعارة. ألّف فرانك جونسون، وهو قائد فرقة، موسيقى لقصيدتها قبر العبد، التي كانت تُعزف غالبًا في الأحداث المناهضة للعبودية. عاشا بالقرب من عائلة روبرت وهارييت. توفيت زوجة روبرت شقيق هارييت وأصبح أرملًا في عام 1840، وعاشت ابنته شارلوت مع عائلة بورفيس وتلقت تعليمها من مُدرّس خاص. لم يعتقد روبرت أنها ستحصل على تعليم جيد في المدينة، بسبب الفصل العنصري في فيلادلفيا. عاشت شارلوت في سالم بولاية ماساتشوستس مع عائلة سوداء بارزة أخرى عام 1853.
تراوحت أعمار أطفال هارييت الثمانية ما بين سنة و18 عامًا في عام 1850. كان ابنها تشارلز بورلي بورفيس طبيبًا ومعلمًا في كلية الطب وأول أمريكي إفريقي يدير مستشفى مدنيًا. حضر كلية أوبرلين وكلية ووستر الطبية (مدرسة الطب بجامعة كيس وسترن ريسرف). خدم خلال الحرب الأهلية، كطبيب وممرض في جيش الاتحاد.